# Mayane-Sarah El Baze
Ne doit pas être confondue avec Aurélie Saada alias Mayane.
Mayane-Sarah El Baze, parfois nommée simplement Mayane El Baze ou Mayane, est une actrice française née le 11 septembre 2004 à Villeurbanne dans la métropole de Lyon.
Elle se fait connaître dans le film Un p'tit truc en plus, comédie d'Artus sortie en 2024, où elle joue Mayanne, porteuse, comme elle, de trisomie 21. Passionnée de danse, elle est remarquée en étant l'une des danseuses en couple participant à la saison 14 de Danse avec les stars, en 2025.

## Biographie
Originaire de Villeurbanne, près de Lyon, Mayane-Sarah El Baze, qui a cinq frères et sœurs dont des jumeaux, est porteuse de trisomie 21. Très jeune, elle s'épanouit grâce à sa passion pour le spectacle vivant, en particulier le théâtre et la danse hip-hop, notamment pour se construire après le décès de son père, qui lui avait appris la cuisine et la natation, lorsqu'elle a onze ans, épreuve dont parle sa mère Sandrine avec émotion. Celle-ci l'inscrit à ses premiers cours de danse et veut l'accompagner sans la surprotéger pour qu'elle aille au bout de ses rêves.
Sa carrière décolle en 2021 lorsqu'elle joue la jeune fille prénommée Mayane dans le téléfilm J’irai au bout de mes rêves, où il est question de handicap et d'inclusion et où le héros est un jeune homme trisomique 21 dont la passion pour une femme est racontée. Repérée dans le téléfilm Handigang avec Alessandra Sublet, elle obtient par la suite plusieurs rôles dans des séries télévisées, et connaît notamment le succès avec Jusqu'ici tout va bien (Thicker Than Water), de Nawell Madani, en 2023, où elle interprète la jeune Imène, et l'épisode 7 de la série très populaire HPI en 2024, où elle incarne Alma, jeune femme trisomique 21 passionnée de mathématiques, aux côtés d'Audrey Fleurot.
En mai 2024, Mayane-Sarah El Baze se fait davantage connaître du grand public grâce au film Un p'tit truc en plus, réalisé par Artus. Dans cette comédie dont le handicap, notamment la trisomie 21, est la thématique essentielle, elle a un rôle central et qui défie les préjugés en incarnant Mayanne, une jeune femme vivant au sein d'un foyer pour jeunes adultes en situation de handicap qui part dans une structure de vacances drômoise et se distingue par son tempérament expansif, coquet et sentimental. Le film rencontre un immense succès, franchit la barre des dix millions d'entrées en France et se distingue dans le cinéma national en lui redonnant une dynamique forte. Sandrine El Baze déclare que ce film a changé sa fille, qui était auparavant très mutique et introvertie.
Parallèlement à sa carrière d'actrice, Mayane-Sarah El Baze est mannequin et influenceuse. Très active et suivie sur les réseaux sociaux, notamment sur TikTok, elle y partage son quotidien et ses passions. Elle profite de sa notoriété pour sensibiliser le public à la cause des personnes trisomiques 21 ou porteuses d'autres handicaps et promouvoir des valeurs humanistes, de tolérance, de bienveillance et d'inclusion. Elle fait partie de l'Association 21 Rêves, qui permet aux femmes et hommes trisomiques 21 de montrer leurs talents à travers des défilés de mode et des séances photographiques. Selon elle, la trisomie est une différence plutôt qu'un handicap ou une maladie et les atouts de chaque personne se complètent en étant valorisés. Mayane-Sarah El Baze ajoute qu'elle n'a peur de personne. Sa condition ne l'a pas empêchée d'étudier. Elle a deux CAP, en vannerie et en couture-ameublement de décor, et se dit fière de savoir lire et écrire.
En janvier 2025, il est annoncé que Mayane-Sarah El Baze, dont la passion pour la danse est un fil conducteur de la présence publique et numérique et dont le talent dans ce domaine lui vaut beaucoup d'éloges, va participer à l'émission populaire Danse avec les stars sur TF1. Le 30, la production annonce que l'actrice va danser avec Christophe Licata. Le 18 avril 2025, Mayane-Sarah El Baze est éliminée en demi-finale. Défiant les préjugés sur la vie affective des personnes marginalisées par la société validiste, Mayane-Sarah El Baze a insisté sur le beau symbole d'avoir dansé en couple avec un acteur sans invalidité et a révélé qu'elle n'avait jamais été amoureuse mais était motivée pour accomplir cet autre rêve.